# Yuderkys Espinosa Miñoso
Pour les articles homonymes, voir Miñoso.
Yuderkys Espinosa Miñoso est une philosophe, écrivaine et chercheuse féministe, antiraciste et décoloniale de la République Dominicaine. Elle est connue pour ses écrits critiques contre les féminismes occidentaux, eurocentrés et hétéronormés. Elle se définit elle-même comme une activiste, plus qu'une chercheuse,,,.

## Féminisme, antiracisme et décolonialité
Depuis le début de son activité académique, Yuderkys Espinosa traite les sujets qui concernent la colonialité de genre et l'hétéropatriarcat, les expériences de résistance et les défis décoloniaux. Yuderkys Espinosa s'interroge sur l'utilité du concept de patriarcat et sur l'idée même de genre, en analysant si ces catégories répondent à l'expérience historique de la construction de la société européenne et non à celle des autres lieux du monde. 
Par conséquent, le féminisme doit être révisé dans ses bases eurocentristes et dans sa matrice moderne, en mettant entre parenthèses toutes les vérités qui nous ont enseigné la raison de l'oppression envers les femmes, ainsi que le type de politique pour y remédier. Ces vérités doivent être désuniversalisées,.
Yuderkys Espinosa pense que le féminisme décolonial est un concept très contemporain et par conséquent, en pleine construction et avec une production issue de voix subalternes. Elle pense également que l'hégémonie de la pensée définit  cette production comment étant très spécifique et le disqualifie donc comme une pensée plus générale.  
Dans les années 90, Yuderkys Espinosa a fondé avec Ochy Curiel, "Las Chinchetas", il s'agissait d'un groupe autonome de lesbiennes féministes composé  d’artistes et d’activistes dominicaines. Les actions  du groupe réinvestissaient la rue et elles sont intervenues dans l'espace public par la réalisation de concerts, de performances et d’activités politiques qui rejetaient la politique gouvernementale néolibérale et critiquaient la complicité des féministes institutionnelles avec ces politiques,.  Avec d'autres théoriciens du féminisme décolonial, elle a encouragé l'utilisation du terme latinx.

## Vie académique
Yuderkis Espinosa-Miñoso  développe son activité académique en tant que professeure invitée dans plusieurs universités latino-américaines  en Colombie, Pérou, Costa Rica, Argentine, Bolivie, Mexique et aux États-Unis où elle enseigne le féminisme décolonial. Elle exerce comme coordinatrice académique du Diplôme en pensée andine et féminisme décolonial : apports théoriques et nouveaux paris de la recherche interculturelle, GLEFAS IDECA et enseigne dans plusieurs cours de troisième cycle universitaire  en en collaboration avec des entités régionales en Amérique latine telles que CLACSO, FLACSO  et à la LASA,,

## Publications
- (es) Espinosa Miñoso, Yuderkys, Textos seleccionados, En la frontera, 2017
- (es) Espinosa Miñoso, Yuderkys, Escritos de una lesbiana oscura: reflexiones críticas sobre feminismo y política de identidad en América Latina, En la frontera, 2007, 190 p. (ISBN 9789872364809 et 987236480X, OCLC 213488402, lire en ligne)

### Livres et co-éditions
- (2014) Yuderkys Espinosa, Diana Gomez, Karina Ochoa (Eds).TejiendodeOtroModo:Feminismo, epistemología y apuestas descoloniales en Abya Yala.Editorial de la Universidad del Cauca.  (ISBN 978-958-732-151-7).
- (2010) Yuderkys Espinosa Miñoso (coord.) Aproximaciones críticas a las prácticas teórico-políticas del feminismo latinoamericano. Vol. 1 En la frontera, Buenos Aires.  (ISBN 978-987-23648-4-7)
- (2009) N. Mogrovejo Aquise, m. pessah, Y. Espinosa Miñoso y G. Robledo (eds.).Desobedientes. Experiencias y reflexiones sobre poliamor, relaciones abiertas y sexo casual entre lesbianas latinoamericanas en la frontera, Buenos Aires.  (ISBN 978-987-23648-3-0).

## Travaux Choisis
- 2017). “De por qué es necesario un feminismo descolonial: diferenciación, dominación co-constitutiva de la modernidad occidental y el fin de la política de identidad” en Revista Solar. Revista de Filosofía Iberoamericana,  Dossier Epistemologías feministas latinoamericanas, Año 12, Vol. 12, N° 1, pp 141-171.
- (2015). “El futuro ya fue:una crítica a la idea del progreso en las narrativas de liberación sexo-genéricas y queer identitarias en Abya Yala” En Raul Moarquech Ferrera-Balanquet (comp.), Andar erótico decolonial, Ediciones el Signo, colección El desprendimiento. Buenos Aires, pp. 21-39.  (ISBN 978-987-3784-14-9)
- (2012). “Los desafíos de las prácticas teórico-políticas del feminismo latinoamericano en el contexto actual” En: Mar Daza, Raphael Hoetmer y Virginia Vargas (Eds.). Crisis y movimientos sociales en nuestra América. Cuerpos, territorios e imaginarios en disputa, pp 209-226. Programa Democracia y Transformación Global(PDTG), Colección: Teorías Críticas y Transformación Global, Lima.  (ISBN 978-61245-6-677-6)
- (2011) Espinosa Miñoso, Yuderkys y Castello, Rosario, “Colonialidad y dependencia en los estudios de género y sexualidad en América Latina: el caso de Argentina, Brasil, Uruguay y Chile” En Karina Bidaseca y Vanesa Vazquez Laba (Comp.). Feminismos y Poscolonialidad. Descolonizando el feminismo desde y en América latina  , pp 191-214. Ed. Godot, Bs. As.  (ISBN 978-987-1489-30-5)
- (2004) Homogeneidad, Proyecto de Nación y Homofobia En: Desde la Orilla: Hacia una nacionalidad sin desalojos. Silvio Torres-Saillant, Ramona Hernández y Blas Jiménez (Ed.). Ediciones Librería La Trinitaria, Santo Domingo.  (ISBN 99934-960-9-X).
- (2003) Sobre el Feminismo Hoy. A la búsqueda de otro modo de ser y sentir la experiencia feminista de este tiempo En Ginetta Candelario(comp.), Miradas desencadenantes:los estudios de género en la República Dominicana al inicio del tercer milenio. Rep. Dominicana: Centro de Estudios de Género del INTEC Universidad.  (ISBN 9993425559)